# Ču Su
Ču Su (čínsky pchin-jinem Zhū Sù, znaky 朱橚, 9. srpna 1361 – 2. září 1425) byl čínský princ a vojevůdce, pátý syn Chung-wua, prvního císaře a zakladatele říše Ming. Roku 1370 obdržel titul kníže z Wu, roku 1378 se stal knížetem z Čou, od roku 1381 sídlil v Kchaj-fengu.

## Jména
Ču Su obdržel posmrtné jméno Ting (čínsky pchin-jinem Dìng, znaky 定), jeho plný posmrtný titul byl kníže Ting z Čou (čínsky v českém přepisu Čou Ting-wang, pchin-jinem Zhōu Dìngwáng, znaky 周定王).

## Život
Ču Su se narodil 9. srpna 1361 jako pátý syn Ču Jüan-čanga, jeho matkou byla podle oficiálních záznamů paní Ma, první z Čuových manželek. Ču Jüan-čang tehdy sídlil v Nankingu a jako jeden z generálů říše Sung bojoval v povstání rudých turbanů. Roku 1368 se Ču Jüan-čang stal císařem říše Ming a během několika let sjednotil Čínu pod svou vládou. V květnu 1370 udělil sedmi svým synům tituly knížat (王, wang), Ču Su se stal knížetem z Wu (吴王). Císař roku 1374 zamítl jeho usídlení v Chang-čou s tím, že příjmy z oblasti Wu (Ťiang-nan) jsou pro ústřední vládu velmi důležité a musí být pod její přímou kontrolou.
Ču Su se sblížil s o patnáct měsíců starším bratrem Ču Tim a přes odlišné povahy se stali nejlepšími přáteli. Roku 1376 přesídlil do Feng-jangu ve střední Číně, kde s dalšími princi trávil čas vojenským výcvikem. Roku 1378 císařský otec změnil jeho titul na kníže z Čou (周王) a současně ho oženil s dcerou generála Feng Šenga, tehdy vojenského velitele v Kchaj-fengu, hlavnímu městu provincie Che-nan. Po dosažení dospělosti roku 1381 přesídlil do Kchaj-fengu a třebaže neměl pravomoci vůči místní správě, osobní garda i početná domácnost vedená zkušenými poradci a úředníky mu dávala nemalou moc. Společně se svým tchánem dozíral na vojska rozmístěná v provincii.
Roku 1389 Ču Su bez vědomí císaře odejel z Kchaj-fengu do Feng-jangu, pravděpodobně navštívit Feng Šenga, kterého tam vypověděl císař za přestupky spáchané roku 1387 při úspěšném tažení proti Mongolům. Ču Su byl za to vypovězen do Jün-nanu na vzdáleném jihozápadě říše, fakticky však zadržován u císařského dvora v Nankingu; správu jeho domácnosti v Kchaj-fengu zatím převzal jeho nejstarší syn Ču Jou-tun, na jaře 1391 oficiálně jmenovaný Ču Suovým následníkem. Svolení k návratu do Kchaj-fengu se Ču Su dočkal až na přelomu let 1391 a 1392.
Po nástupu císaře Ťien-wena nová vláda zahájila „politiku omezování knížat“. Ču Su se stal první obětí nových pořádků, na podzim 1398 ho jeho druhý syn Ču Jou-sün obvinil z přípravy vzpoury, načež byl Ču Su uvězněn, zbaven hodností a vypovězen do Jün-nanu. Po porážce Ťien-wena v občanské válce (kampani ťing-nan) a nástupu Ču Tiho na trůn jako císaře Jung-le se Ču Su vrátil do Nankingu (1402) a pak Kchaj-fengu (1403) ve starém postavení.
Přestože mu Ču Ti přidělil dvojnásobek běžné knížecí renty, převedl na něj výnosy obchodních daní z Kchaj-fengu a věnoval vysoké dary, držel ho dále od politiky; Ču Su se proto obrátil k vědě. Věnoval se studiu botaniky a medicíny. Roku 1406 vydal botanickou monografii Ťiou-chuang pen-cchao (救荒 本草, doslova Herbář k zabránění hladomoru), popisující 414 jedlých divokých rostlin. Většina z nich (276) nebyla uváděna ve starších herbářích orientovaných na léčivé byliny. Cílem knihy bylo informování čtenářů o jedlých rostlinách použitelných v případě neúrody a hladomoru. Vydal i Pchu-č’-fang (Recepty pro všechny), soubor 61 739 lékařských předpisů. Byl nejen talentovaným spisovatelem, ale i dovedným kaligrafem.
Roku 1420 byl povolán do Nankingu kvůli obvinění z přípravy povstání; přiznal se ke svým prohřeškům, císař mu udělil milost, omezil však jeho osobní gardu na minimum.
Ču Su zemřel 2. září 1425. Novým knížetem z Čou se stal jeho nejstarší syn Ču Jou-tun, plodný dramatik, který napsal více než třicet divadelních her žánru ca-ťü. Celkem měl Ču Su patnáct synů a jedenáct dcer. Jeho potomci drželi titul knížete z Čou do poloviny 17. století.